# Falling for a Dancer
Falling for a Dancer è un film per la televisione del 1997 diretto da Richard Standeven.

## Trama
Il film, diviso in quattro puntate, è ambientato nel 1930 in Irlanda.
La diciannovenne Elizabeth ha una relazione con un attore itinerante. Ritrovatasi sola ed in attesa di un figlio, è obbligata a sposarsi: i genitori e la sua comunità la obbligano a scegliere Neeley Scollard, cugino vedovo del prete di città, che ha il doppio della sua età. Dopo alcuni anni, la ormai venticinquenne Elizabeth decide di provare a cercare nuovamente l'amore, lasciandosi corteggiare da un ragazzo del villaggio.